# Pomnik Ofiar Grudnia 1970 – Anioł Wolności

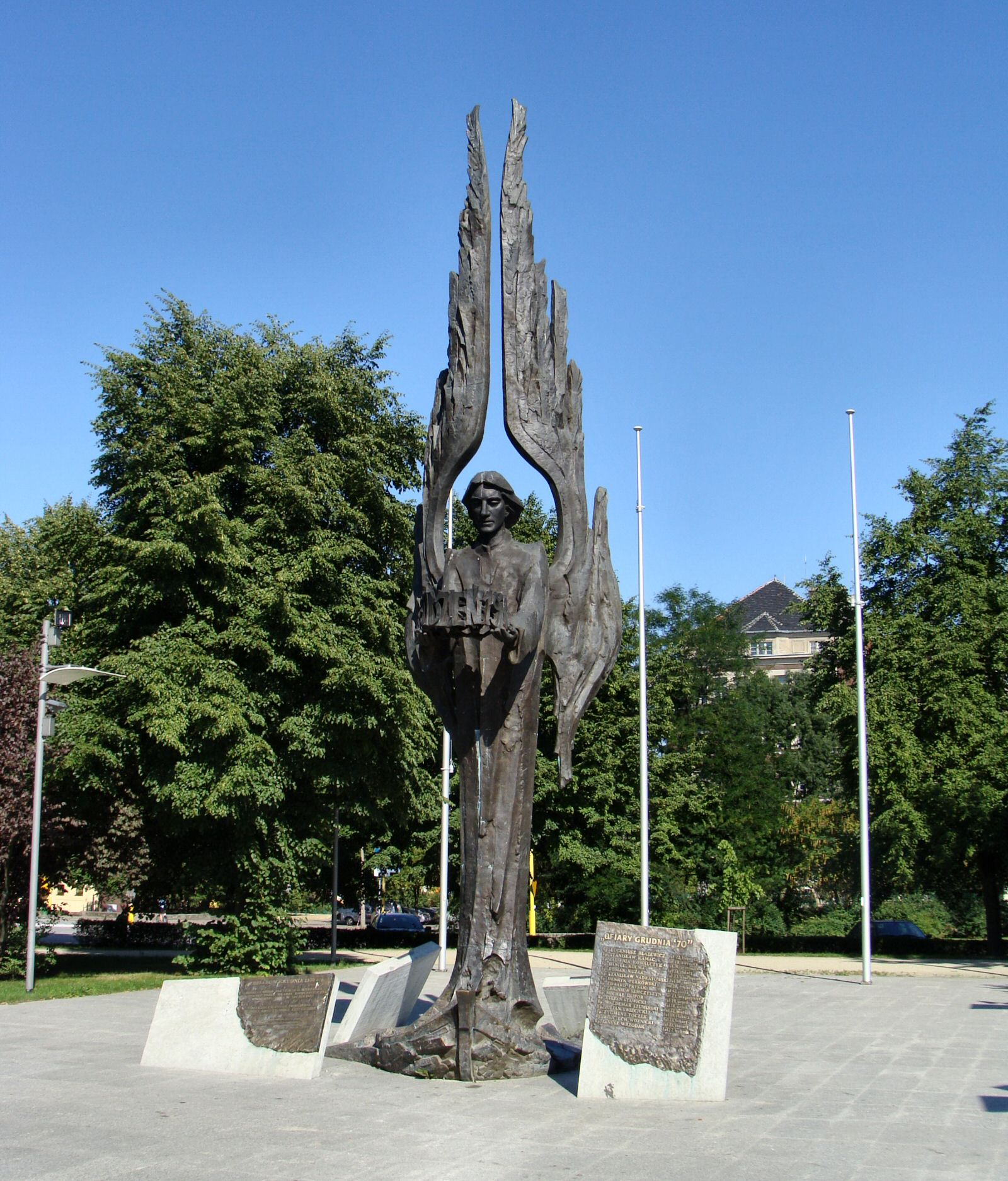
Gesamtansicht

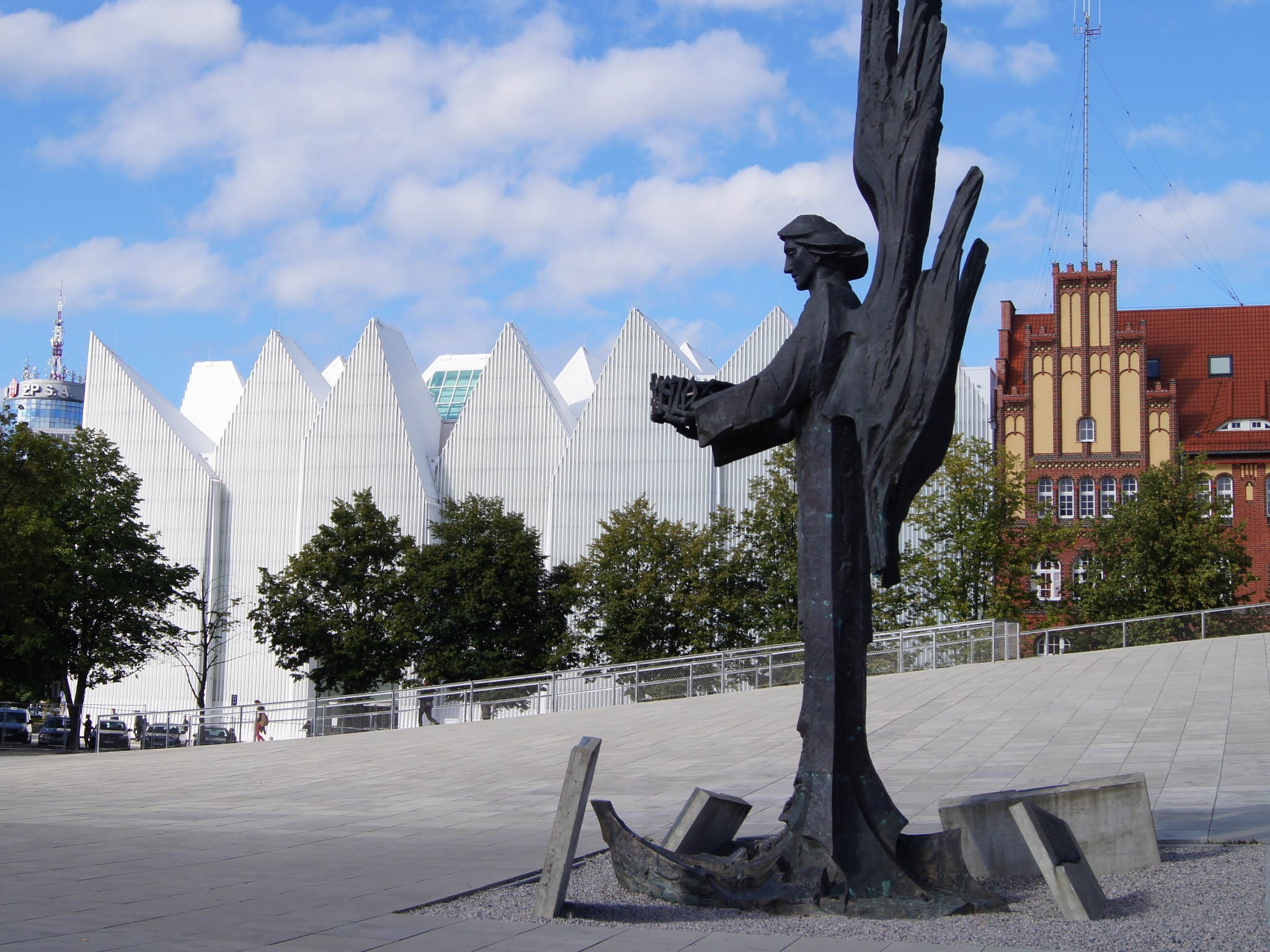
Seitenansicht mit der Stettiner Philharmonie

Pomnik Ofiar Grudnia 1970 – „Anioł Wolności” bezeichnet das Denkmal für die Opfer der Dezemberereignisse 1970 in der Stadt Szczecin (Stettin) in Polen. Umgangssprachlich wird es meist Engel der Freiheit (Anioł Wolności) genannt. Das Monument wurde am 28. August 2005 auf dem plac Solidarności in der Nähe des späteren Neubaus der Stettiner Philharmonie enthüllt.
Der Grundstein wurde am 17. Dezember 2003 gelegt. Das Denkmal erinnert an 16 Menschen, die während des Aufstands vom Dezember 1970 in Stettin getötet wurden.

## Geschichte

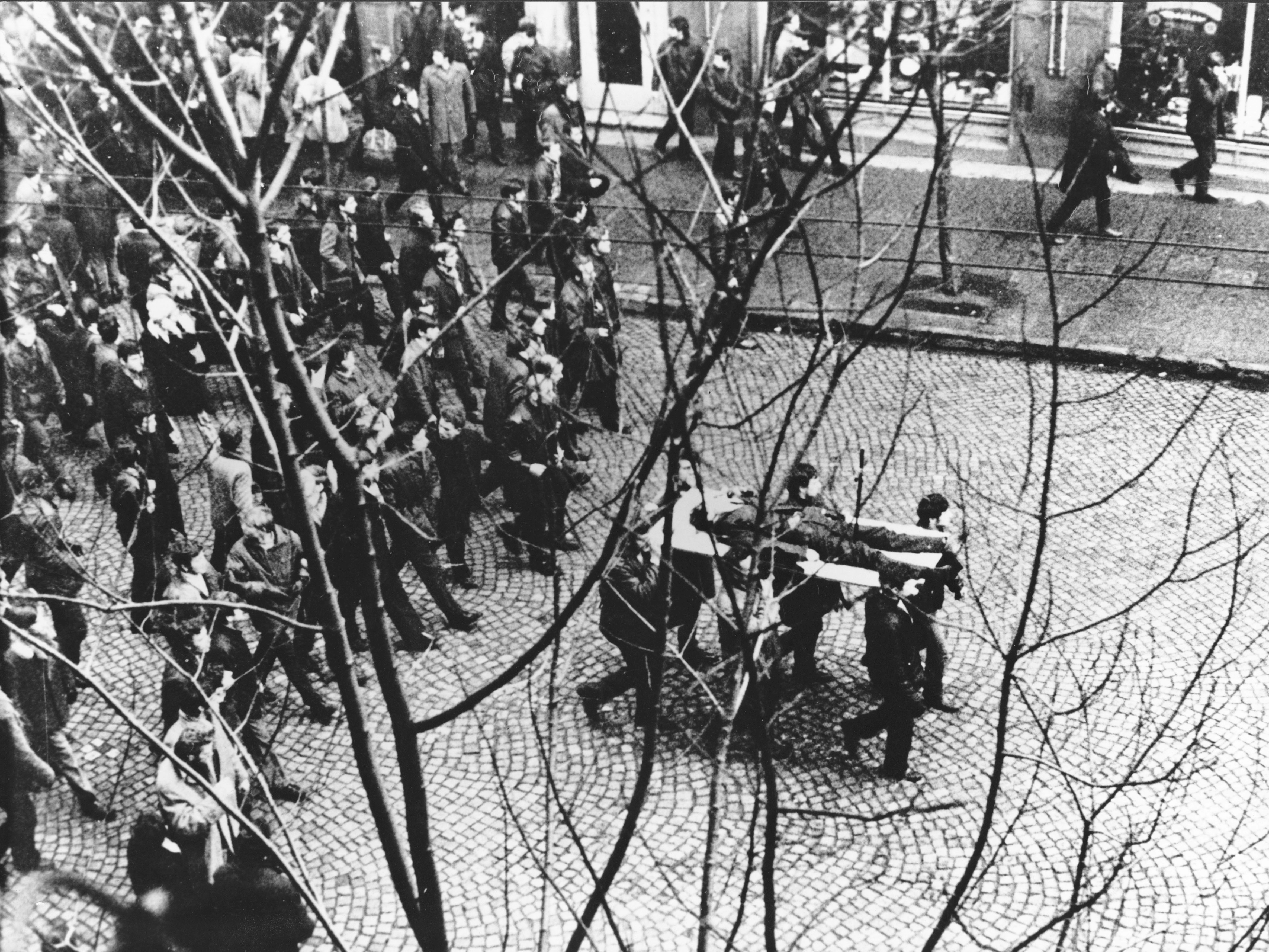
Demonstranten tragen den erschossenen Zbyszek Godlewski in Gdynia (Gdingen)

### Aufstand vom Dezember 1970
Ausgelöst wurde der Arbeiteraufstand vom 14. bis 22. Dezember 1970 in der damaligen Volksrepublik Polen durch drastische Preiserhöhungen für Lebensmittel und Gegenstände des täglichen Bedarfs. Insbesondere wurden die Preise für Konsumgüter kurz vor Weihnachten um bis zu 38 % erhöht. Die Streiks begannen in den Danziger Werften, griffen aber bald auf Gdynia und Stettin über. Hinzu kamen Massenkundgebungen und Demonstrationen in ganz Polen. Das Land befand sich dabei zeitweise am Rande eines Bürgerkrieges. Die Behörden reagierten mit einem massiven Einsatz von Polizei und Militär, in dessen Verlauf offiziell 45 Menschen ihr Leben verloren. Die jüngsten der Stettiner Opfer waren die 16-jährigen Schüler Jadwiga Kowalczyk und Stefan Stawicki, das älteste der 59-jährige Schlosser Julian Święcicki.

### August-Streiks und Errichtung des Denkmals 1980
Die August-Streiks von 1980, die zur Zulassung freier Gewerkschaften und der Solidarność führten, stehen ausdrücklich in der Tradition der Ereignisse von 1970. So war die Errichtung eines Denkmals für die Opfer der Dezemberereignisse 1970 eine der 21 Forderungen der Streiks 1980. Bereits zwei Wochen vor Unterzeichnung der Forderungen durch die Regierung wurde ein erstes hölzernes Kreuz vor dem Haupttor der Werft aufgestellt.
In ganz Polen wurde Geld für die die Errichtung des Denkmals gesammelt. Bei der Enthüllung auf dem heutigen plac Solidarności vor der Danziger Werft (Lenin-Werft) erklang am 16. Dezember 1980 vor 100.000 Menschen zum ersten Mal das Lacrimosa (später Teil des Polnischen Requiems) von Krzysztof Penderecki, das für dieses Ereignis von der Solidarność in Auftrag gegeben worden war. Es war das erste Denkmal für die Opfer kommunistischer Unterdrückung, das in einem sozialistischen Land errichtet wurde.

### Geschichte des Stettiner Denkmals
Die Geschichte des Monuments reicht bis in die neunziger Jahre zurück. Im Jahr 1996 beschloss die Stadtverwaltung, in Stettin ein Denkmal für die Opfer der Proteste im Dezember 1970 zu errichten. Zwei Jahre später regte der Stadtpräsident Bartłomiej Sochański die Gründung eines Komitees für den Bau des Denkmals an. Die Leitung übernahm Marian Jurczyk und im September 1998 wurde ein Wettbewerb ausgeschrieben.
Der ausgewählte Entwurf „Fantomy” (Phantome) sollte 110 Charaktere darstellen, die die Menge der Demonstranten repräsentierten. Doch dann erhoben sich kritische Stimmen, die das Denkmal als einen „Steinbruch“, verglichen mit den „monumentalen Danziger Kreuzen“, bezeichneten. Das Komitee lehnte am 5. Februar 2001 den ersten Entwurf ab mit der Begründung, dass ihm ein Kreuzmotiv fehle. Als Alternative wurde „Falę” (Welle) zweier Bildhauer aus Katowice vorgeschlagen, die den vierten Platz im Wettbewerb belegt hatten. Der Stadtrat stimmte diesem Vorschlag am 27. Februar zu und änderte den Namen des Denkmals in „Dezember 1970 – August 1980“. Gegen die Umwidmung und das Übergehen besser platzierter Entwürfe protestierte einer der Katowicer Künstler und bezeichnete den Beschluss des Stadtrats als eine „unethische Entscheidung“.
Der nächste Wettbewerb fand im Juli 2002 statt. Dieses Mal wurde die Arbeit einer Stettiner Architektengruppe ausgewählt. Pfade sollten die abgeschnittenen Lebenswege der Opfer symbolisieren. Die Realisierung auf dem St.-Peter-und-Paul-Platz scheiterte am Einspruch der Feuerwehr. Der nächste ausgewählte Entwurf „Robotnicza Pieta” (Arbeiter-Pieta) erregte eine Vielzahl kritischer Stimmen.
Die Umsetzung wurde aufgegeben und neue Entwürfe bei den Künstlern angefragt. Der Krakauer Bildhauer Czesław Dźwigaj legte in weniger als einem Monat drei Vorschläge vor, von denen der heutige Entwurf des Engels der Freiheit ausgewählt wurde. Die Grundsteinlegung erfolgte am 17. Dezember 2003. Die feierliche Enthüllung fand am 28. August 2005 im Rahmen der Feier zum 25. Jahrestag der Unterzeichnung des Stettiner Augustabkommens statt. Erzbischof Zygmunt Kamiński enthüllte das Denkmal im Beisein von Marian Jurczyk als Stadtpräsident und Erstunterzeichner des Abkommens. Vier Angehörige enthüllten die Tafel mit den Namen der Opfer.

## Lage
Das Denkmal befindet sich am Rande der geneigten Fläche des plac Solidarności (Solidaritätsplatz). Dort haben, in der Nähe des ehemaligen Woiwodschaftskomitees der PZPR, im Dezember 1970 Demonstrationen und Straßenkämpfe stattgefunden, bei denen 16 Menschen getötet wurden. Unter der Ebene des Platzes befindet sich seit 2015/2016 das Zentrum des Dialogs „Przełomy”, ein unterirdischer Ausstellungspavillon des Nationalmuseums für Ausstellungen über die jüngste Geschichte von Stettin und Westpommern. Nördlich des Platzes wurde der Neubau der Stettiner Philharmonie errichtet.

## Gestaltung des Denkmals
Das Denkmal wurde vom Bildhauer Czesław Dźwigaj entworfen. Es besteht aus einem schlanken, 11 Meter hohen Engel aus Bronzeguss, der 9,5 Tonnen wiegt. Die Engelsfigur mit hochaufragenden Flügeln trägt in den Händen eine Dornenkrone, die aus der Inschrift „GRUDZIEŃ 1970“ (DEZEMBER 1970) zusammengesetzt ist. Sie steht auf einem stilisierten Schiffsbug, der den Bodenbelag von unten durchbricht. Vier schrägstehende Granitplatten tragen die Bronzetafeln mit den Gedenkinschriften. Die erste nennt den Anlass für den Aufstand 1970, die zweite führt die Namen, das Alter und die Berufe der Getöteten auf. Die nächste Tafel nennt die Initiatoren, unter ihnen amerikanische Polen aus New York und St. Louis, Missouri. Die letzte Tafel gedenkt des 35. Jahrestags des Aufstandes. Eine weitere in den Boden eingelassene Tafel zeigt das Datum der Grundsteinlegung.
Das Denkmal hat keinen Sockel, da es ursprünglich auf einer U-Bahnstation stehen sollte.

## Weitere Denkmale für den Dezemberaufstand 1970
In drei Städten im Norden Polens erinnern vier weitere Denkmale an die Opfer von 1970. Während provisorische Kreuze schon 1970 und 1980 errichtet wurden, konnten andere Denkmale erst nach dem Zerfall der sozialistischen Herrschaft errichtet werden.
| Denkmal                            | Ort                                | Anmerkungen | errichtet | Höhe Lage      | Bild                        |
| ---------------------------------- | ---------------------------------- | --- | --------- | -------------- | --------------------------- |
| Pomnik Poległych Stoczniowców 1970 | Gdańsk (Danzig)                    | Auch „Pomnik Trzech Krzyży“ (Drei-Kreuze-Denkmal) genannt. Genehmigung im August 1980, Einweihung am 16. Dezember 1980.                                                                   | 1980      | 42 m (Lage)    | Drei-Kreuze-Denkmal, Danzig |
| Pomnik Ofiar Grudnia 1970          | Elbląg (Elbing)                    | Kreuz und Text vor einem gesprengten Betonblock, eingeweiht im August 1981. | –1981     | ca. 6 m (Lage) | Denkmal, Elbing             |
| Pomnik Ofiar Grudnia 1970          | Gdynia, al. Solidarności (Gdingen) | Das Denkmal zeigt die Jahreszahl 1970 mit einer „gefallenen“ 7. Es erinnert auch an verurteilte Streikende.                                                                               | 1993–2003 | ? m (Lage)     | Denkmal, Gdynia             |
| Pomnik Ofiar Grudnia 1970          | Gdynia, al. Piłsudskiego (Gdingen) | Auch „uskrzydlonego krzyża“ (geflügeltes Kreuz), ein Kreuz, dessen Querbalken aus 23 einzelnen Kreuzen besteht. Gedenksteine für 19 Opfer, eingeweiht 23 Jahre nach dem Dezemberaufstand. | 1993      | ? m (Lage)     | Kreuzdenkmal, Gdynia        |